# Горничная с «Титаника»
«Горничная с «Титаника»» (фр. La femme de chambre du Titanic) — мелодрама испанского режиссёра Бигаса Луны по одноимённому роману французского писателя Дидье Декуэна. Премьера фильма состоялась 24 октября 1997 года в Испании.

## Сюжет
Лотарингия, 1912 год. Литейщик Хорти женат на красавице Зои, которую вожделеет владелец литейного завода Симеон. Победив в корпоративном спортивном состязании, Хорти получает приз от Симеона — билет в Саутгемптон, чтобы увидеть, как «Титаник» отправляется в первый рейс.
Накануне отплытия парохода Хорти встречает красивую молодую женщину по имени Мари, которая представляется горничной с «Титаника». Местные отели переполнены и Хорти приглашает её провести ночь с ним. Несмотря на то, что Мари и Хорти засыпают раздельно, посреди ночи женщина пытается соблазнить его. Удаётся ей это или нет, неясно. Проснувшись, Хорти обнаруживает, что Мари ушла. Посещая «Титаник», он видит человека, фотографировавшего его новую знакомую, и просит её снимок на память.
Вернувшись домой, Хорти обнаруживает, что его повысили, но эта новость омрачается слухами о романе между его женой и Симеоном. Хорти напивается в местном баре и хвастается друзьям о страстной ночи, проведённой с прекрасной горничной. Узнав, что «Титаник» потерпел крушение, он, не боясь разоблачения, выдумывает всё большие небылицы.
Хорти привлекает внимание путешествующего актёра по имени Цеппе, который предлагает фантазёру работать на публику, сделав из россказней целый спектакль. Однажды Зои посещает шоу и Хорти выдаёт свою историю за художественное произведение. Раз за разом, история Хорти становится более сложной и романтичной, привлекая более широкую аудиторию. В конце концов, Зои требует участия в спектакле, играя роль Мари, отчаянно сражавшуюся за жизнь после крушения «Титаника».

## В ролях
| Актёр                   | Роль              |
| ----------------------- | ----------------- |
| Оливье Мартинес         | Хорти             |
| Романа Боренже          | Зои               |
| Айтана Санчес-Хихон     | Мари              |
| Дидье Безас             | Симеон            |
| Альдо Маччоне           | Цеппе             |
| Жан-Мари Хуан           | Паскаль           |
| Арно Шеврье             | Ал                |
| Марианн Гров            | Матильда          |
| Дидье Бенюро            | секретарь Симеона |
| Ив Верховен             | Гаспар            |
| Стефания Орсола Гарелло | Мими              |

## Награды и номинации
- 1997 — Каирский международный кинофестиваль[1][2]:
  - «Золотая пирамида» — Бигас Луна
  - лучший режиссёр — Бигас Луна
  - специальный приз — Жан-Луи Бенуа
- 1998 — Приз Испанского кружка киносценаристов — Кука Канальс и Бигас Луна[3][4]
- 1998 — Номинация на премию «Fotogramas de Plata» лучшей исполнительнице женской роли — Айтана Санчес-Хихон[5]
- 1998 — Премия «Гойя»[6]:
  - лучший адаптированный сценарий — Кука Канальс и Бигас Луна
  - лучшие костюмы — Франка Скуарчапино
  - номинация на лучшую операторскую работу — Патрик Блосье
  - номинация на лучшие костюмы — Мария Эстела Фернандес и Гленн Ралстон
  - номинация на лучшую работу художника — Гуалтьеро Капрара
  - номинация на лучшие спецэффекты — Роберто Риччи
- 1998 — Премия «Turia» лучшей актрисе — Айтана Санчес-Хихон[7]